# Hwigyeong-dong
Hwigyeong-dong (koreanska: 휘경동) är en stadsdel i stadsdistriktet Dongdaemun-gu i Sydkoreas huvudstad Seoul.

## Indelning
Administrativt är Hwigyeong-dong indelat i:
| Namn    | Namn                 | Yta i km² | Invånare 30 jun 2020 |
| ------- | -------------------- | --------- | -------------------- |
| 휘경1동 | Hwigyeong 1(il)-dong | 0,63      | 13 731               |
| 휘경2동 | Hwigyeong 2(i)-dong  | 1,05      | 24 450               |